# Механічна дівчина
«Механі́чна дівчина», також «Заводна дівчина» (англ. The Windup Girl) — роман американського письменника-фантаста Паоло Бачигалупи в жанрі біопанк. Написаний і виданий 2009 року. Здобув широке світове визнання, в 2009 році став володарем премії «Неб'юла», а 2010 — премії «Г'юґо», як найкращий фантастичний роман року. У 2009 році був включений в список десяти головних літературних творів року за версією журналу «Тайм».

## Зміст
Дія роману розгортається в XXIII столітті в Таїланді, головним чином в Бангкоку. В результаті глобального потепління рівень світового океану поглинув значні частини суші планети, вуглеводневі джерела палива виснажуються, на зміну їм приходять механічні джерела енергії зберігання у вигляді заводних пружин різних модифікацій. Біотехнології займають домінуючі позиції в новому облаштуванні світу, на перші ролі виходять впливові трансконтинентальні біокорпорації, такі як: «AgriGen», «PurCal» і «RedStar», які контролюють світове виробництво зернових і плодових культур за допомогою технологій ГМО. У своєму прагненні тотально контролювати ринки збуту компанії не зупиняються ні перед чим, не гребують біотероризмом, генним хакерством, залученням приватних армій, політичними інтригами. Для світу стали звичними екологічні катастрофи, епідемії викликані мутаціями генетично модифікованих сільськогосподарських культур, нав'язаних корпораціями, які забирали цілі народи. Генетичний фонд не займаних технологіями насіння є великою рідкістю і предметом полювання усіх корпорацій.
Таїландом править Дитя-королева під чуйним наглядом ряду головних міністерств, серед яких провідними є міністерства Природи і Торгівлі, так само великий політичний вплив в країні має регент Дитяти-королеви. Саме на тлі протистояння цих трьох сил протікає дія роману.
Назва роману відсилає читача до однієї з головних героїнь роману — Еміко, представниці «Нових людей», штучно створеного генномодифікованого підвиду людей, які використовуються як раби, генетично запрограмовані на підпорядкування господареві. В народі їх називають «пружинницями» (kink-spring) або «веселими».